# Апіян Артур Нептунович
Артур Нептунович Апіян (20 червня 1978) — український футболіст, що грав на позиції нападника і півзахисника. Відомий за виступами в команді вищої української ліги «Прикарпаття» з Івано-Франківська та у складі команди найвищого дивізіону Молдови «Агро» (Кишинів).

## Клубна кар'єра
Артур Апіян розпочав виступи в професійних командах на початку сезону 1995—1996 років, коли зіграв 1 матч у складі команди вищої української ліги «Прикарпаття» з Івано-Франківська. У другій половині сезону футболіст грав у складі команди першої ліги «Закарпаття» з Ужгорода, проте також зіграв у складі команди лише 1 матч. У другій половині року Апіян грав у складі команди найвищого дивізіону Молдови «Агро» з Кишинева, проте й цього разу зіграв у складі команди лише 1 матч. На початку 1997 року футболіст повернувся до України, де знову став гравцем івано-франківського «Прикарпаття», цього разу зіграв до кінця року у вищій лізі 3 матчі, протягом року також грав за друголіговий фарм-клуб івано-франківської команди «Хутровик» з Тисмениці. На початку 1998 року Артур Апіян грав у складі команди другої ліги «Беркут» з Бедевлі. На початку сезону 1998—1999 років Апіян став гравцем іншої команди другої ліги «Цементник» з Миколаєва, в якій грав до 2001 року. У другій половині 2001 року футболіст грав у складі команди другої ліги «Сокіл» із Золочева, а в другій половині 2002 року Апіян знову грав у складі «Закарпаття», яке стало його останнім професійним клубом. До 2018 року Артур Апіян грав у низці аматорських клубів Закарпатської області.